# SV.League (femminile)
La SV.League è la massima serie del campionato giapponese femminile di pallavolo ed è un torneo per club del Giappone posto sotto l'egida della Federazione pallavolistica del Giappone.

## Albo d'oro
| Dal 1967 al 1994 la competizione è denominata Japan League        |                             |                             |                     |
| 1967-68 Dettagli                                                  | Hitachi Musashi             | Yashica                     | Nichibo Kaizuka     |
| 1968-69 Dettagli                                                  | Hitachi Musashi             | Yashica                     | Nichibo Kaizuka     |
| 1969-70 Dettagli                                                  | Nichibo Kaizuka             | Yashica                     | Toyobo Moriguchi    |
| 1970-71 Dettagli                                                  | Nichibo Kaizuka             | Hitachi Musashi             | Yashica             |
| 1971-72 Dettagli                                                  | Nichibo Kaizuka             | Yashica                     | Hitachi Musashi     |
| 1972-73 Dettagli                                                  | Yashica                     | Hitachi Musashi             | Nichibo Kaizuka     |
| 1973-74 Dettagli                                                  | Hitachi Musashi             | Kanebo                      | Yashica             |
| 1974-75 Dettagli                                                  | Hitachi Musashi             | Kanebo                      | Yashica             |
| 1975-76 Dettagli                                                  | Hitachi                     | Nichibo Kaizuka             | Sanyo Electric      |
| 1976-77 Dettagli                                                  | Hitachi                     | Nichibo Kaizuka             | Sanyo Electric      |
| 1977-78 Dettagli                                                  | Hitachi                     | Unitika                     | Kanebo              |
| 1978-79 Dettagli                                                  | Kanebo                      | Hitachi                     | Unitika             |
| 1979-80 Dettagli                                                  | Unitika                     | Kanebo                      | NEC Corporation     |
| 1980-81 Dettagli                                                  | Unitika                     | Toyobo                      | Hitachi             |
| 1981-82 Dettagli                                                  | Hitachi                     | Unitika                     | Toyobo              |
| 1982-83 Dettagli                                                  | Hitachi                     | Unitika                     | Toyobo              |
| 1983-84 Dettagli                                                  | Hitachi                     | Toyobo                      | Ito Yokado          |
| 1984-85 Dettagli                                                  | Hitachi                     | Toyobo                      | NEC Corporation     |
| 1985-86 Dettagli                                                  | Hitachi Belle Fille         | Daiei                       | NEC Corporation     |
| 1986-87 Dettagli                                                  | Hitachi Belle Fille         | NEC Corporation             | Daiei               |
| 1987-88 Dettagli                                                  | NEC Corporation             | Hitachi Belle Fille         | Ito Yokado          |
| 1988-89 Dettagli                                                  | Hitachi Belle Fille         | Unitika                     | Ito Yokado          |
| 1989-90 Dettagli                                                  | Ito Yokado                  | Unitika                     | NEC Corporation     |
| 1990-91 Dettagli                                                  | Hitachi Belle Fille         | Ito Yokado                  | NEC Corporation     |
| 1991-92 Dettagli                                                  | Hitachi Belle Fille         | Ito Yokado                  | Daiei               |
| 1992-93 Dettagli                                                  | Hitachi Belle Fille         | Unitika Phoenix             | Ito Yokado          |
| 1993-94 Dettagli                                                  | Hitachi Belle Fille         | Daiei                       | Ito Yokado Priaulx  |
| Dal 1994 al 2006 la competizione è denominata V.League            |                             |                             |                     |
| 1994-95 Dettagli                                                  | Daiei Orange Attackers      | Unitika Phoenix             | Hitachi Belle Fille |
| 1995-96 Dettagli                                                  | Unitika Phoenix             | NEC Red Rockets             | Toyobo Orchis       |
| 1996-97 Dettagli                                                  | NEC Red Rockets             | Toyobo Orchis               | Denso Airybees      |
| 1997-98 Dettagli                                                  | Daiei Orange Attackers      | NEC Red Rockets             | Unitika Phoenix     |
| 1998-99 Dettagli                                                  | Toyobo Orchis               | Hitachi Belle Fille         | NEC Red Rockets     |
| 1999-00 Dettagli                                                  | NEC Red Rockets             | Toyobo Orchis               | Unitika Phoenix     |
| 2000-01 Dettagli                                                  | Toyobo Orchis               | Hisamitsu Springs Attackers | NEC Red Rockets     |
| 2001-02 Dettagli                                                  | Hisamitsu Springs Attackers | NEC Red Rockets             | Pioneer Red Wings   |
| 2002-03 Dettagli                                                  | NEC Red Rockets             | Takefuji Bamboo             | Toray Arrows        |
| 2003-04 Dettagli                                                  | Pioneer Red Wings           | Toray Arrows                | Hisamitsu Springs   |
| 2004-05 Dettagli                                                  | NEC Red Rockets             | Pioneer Red Wings           | Denso Airybees      |
| 2005-06 Dettagli                                                  | Pioneer Red Wings           | Hisamitsu Springs           | Takefuji Bamboo     |
| Dal 2006 al 2018 la competizione è denominata V.Premier League    |                             |                             |                     |
| 2006-07 Dettagli                                                  | Hisamitsu Springs           | JT Marvelous                | Pioneer Red Wings   |
| 2007-08 Dettagli                                                  | Toray Arrows                | Denso Airybees              | Hisamitsu Springs   |
| 2008-09 Dettagli                                                  | Toray Arrows                | Hisamitsu Springs           | NEC Red Rockets     |
| 2009-10 Dettagli                                                  | Toray Arrows                | JT Marvelous                | Denso Airybees      |
| 2010-11 Dettagli                                                  | JT Marvelous                | Toray Arrows                | Hisamitsu Springs   |
| 2011-12 Dettagli                                                  | Toray Arrows                | Hisamitsu Springs           | Denso Airybees      |
| 2012-13 Dettagli                                                  | Hisamitsu Springs           | Toray Arrows                | Okayama Seagulls    |
| 2013-14 Dettagli                                                  | Hisamitsu Springs           | Okayama Seagulls            | Toray Arrows        |
| 2014-15 Dettagli                                                  | NEC Red Rockets             | Hisamitsu Springs           | Ageo Medics         |
| 2015-16 Dettagli                                                  | Hisamitsu Springs           | Hitachi Rivale              | Toray Arrows        |
| 2016-17 Dettagli                                                  | NEC Red Rockets             | Hisamitsu Springs           | Hitachi Rivale      |
| 2017-18 Dettagli                                                  | Hisamitsu Springs           | JT Marvelous                | Toyota Queenseis    |
| Dal 2018 al 2024 la competizione è denominata V.League Division 1 |                             |                             |                     |
| 2018-19 Dettagli                                                  | Hisamitsu Springs           | Toray Arrows                | JT Marvelous        |
| 2019-20 Dettagli                                                  | JT Marvelous                | Okayama Seagulls            | Saitama Ageo Medics |
| 2020-21 Dettagli                                                  | JT Marvelous                | Toray Arrows                | NEC Red Rockets     |
| 2021-22 Dettagli                                                  | Hisamitsu Springs           | JT Marvelous                | Toray Arrows        |
| 2022-23 Dettagli                                                  | NEC Red Rockets             | Toray Arrows                | Hisamitsu Springs   |
| 2023-24 Dettagli                                                  | NEC Red Rockets             | JT Marvelous                | Saitama Ageo Medics |
| Dal 2024 la competizione è denominata SV.League                   |                             |                             |                     |
| 2024-25 Dettagli                                                  | Osaka Marvelous             | Red Rockets Kawasaki        | SAGA Springs        |

## Palmarès
| Squadra              | Titolo | Stagione |
| -------------------- | ------ | --- |
| Hitachi Belle Fille  | 18     | 1967-68, 1968-69, 1973-74, 1974-75, 1975-76, 1976-77, 1977-78, 1981-82, 1982-83, 1983-84 1984-85, 1985-86, 1986-87, 1988-89, 1990-91, 1991-92, 1992-93, 1993-94 |
| Red Rockets Kawasaki | 9      | 1987-88, 1996-97, 1999-00, 2002-03, 2004-05, 2014-15, 2016-17, 2022-23, 2023-24                                                                                 |
| SAGA Springs         | 8      | 2001-02, 2006-07, 2012-13, 2013-14, 2015-16, 2017-18, 2018-19, 2021-22                                                                                          |
| Unitika Phoenix      | 6      | 1969-70, 1970-71, 1971-72, 1979-80, 1980-81, 1995-96 |
| Toray Arrows Shiga   | 4      | 2007-08, 2008-09, 2009-10, 2011-12 |
| Osaka Marvelous      | 4      | 2010-11, 2019-20, 2020-21, 2024-25 |
| Toyobo Orchis        | 2      | 1998-99, 2000-01 |
| Orange Attackers     | 2      | 1994-95, 1997-98 |
| Pioneer Red Wings    | 2      | 2003-04, 2005-06 |
| Yashica              | 1      | 1972-73 |
| Kanebo               | 1      | 1978-79 |
| Ito Yokado Priaulx   | 1      | 1989-90 |